# Поєнарі (Поєнарій-де-Мусчел, Арджеш)
Поєнарі (рум. Poienari) — село у повіті Арджеш в Румунії. Адміністративний центр комуни Поєнарій-де-Мусчел.
Село розташоване на відстані 119 км на північний захід від Бухареста, 42 км на північ від Пітешть, 139 км на північний схід від Крайови, 65 км на південний захід від Брашова.

## Населення
За даними перепису населення 2002 року у селі проживала 1391 особа, усі — румуни. Усі жителі села рідною мовою назвали румунську.